# Chukhung
Chukhung es un pueblo en la región de Khumbu en Nepal, al sur del Monte Everest en el Himalaya, que atiende a excursionistas y escaladores.
El valle de Chukhung se encuentra en las laderas sur de Lhotse y Nuptse junto al glaciar Lho y el glaciar Nup, las laderas occidentales de Cho Polu y Baruntse junto a los glaciares Imja y las laderas norteñas del monte Ama Dablam junto al glaciar Ama Dablam y el glaciar Chukhung. Se extiende hacia el oeste pasando el pueblo de Dingboche donde se une al valle de Pheriche. El río Imja atraviesa el valle de Chukhung.
El poblado de Chukhung se emplaza a 4730 metros (15 518 pies) sobre el nivel del mar, en una bifurcación izquierda del río Imja. Administrativamente se encuentra en el distrito de Solukhumbu de la provincia de Koshi. Esta área se usaba tradicionalmente como pastizal para yaks, sin ser un asentamiento permanente. Como Imja Tse ha ganado popularidad como pico de trekking y el valle de Chukhung es un buen viaje de aclimatación para los excursionistas del campamento base del Everest, se han construido varios albergues allí.
Chukhung Ri es un pico rocoso que se eleva sobre el pueblo de Chukhung a 5546 metros (18 196 pies).